# Works, Vol. 1
Works, Vol. 1 — п'ятий студійний альбом англійської групи Emerson, Lake & Palmer, який був випущений 17 березня 1977 року.

## Композиції
1. Piano Concerto No. 1 - 18:18
2. Lend Your Love to Me Tonight - 4:01
3. C'est la Vie - 4:16
4. Hallowed Be Thy Name - 4:35
5. Nobody Loves You Like I Do - 3:56
6. Closer to Believing - 5:33
7. The Enemy God Dances with the Black Spirits - 3:20
8. L.A. Nights - 5:42
9. New Orleans - 2:45
10. Two Part Invention in D Minor - 1:54
11. Food for Your Soul - 3:57
12. Tank - 5:08
13. Fanfare for the Common Man - 9:40
14. Pirates - 13:18

## Учасники запису
- Кіт Емерсон — орган, синтезатор, фортепіано, челеста, клавішні, орган Гаммонда, синтезатор Муґа
- Ґреґ Лейк — акустична гітара, бас-гітара, електрогітара, вокал
- Карл Палмер — перкусія, ударні